# Pau-latina
Pau-latina es el séptimo álbum de estudio de la cantante mexicana Paulina Rubio, publicado el 10 de febrero de 2004 por Universal Latino. El disco presenta un amalgama de géneros y estilos musicales, que la cantante definió como «folclore futurista», entre los que destacan una mezcla de pop latino, dance pop, ranchera, hip hop, reguetón, bossa nova, balada y arena rock. Líricamente es un álbum que habla sobre el amor, aunque también hay temas recurrentes como el feminismo, la amistad y el optimismo ante un problema de la vida cotidiana.

## Antecedentes
Tras la buena recepción crítica y comercial de sus dos primeros álbumes de estudio con Universal — Paulina (2000) y Border Girl (2002)— y durante una extensa gira promocional que la llevó a visitar varios países del mundo, Paulina Rubio regresó a Miami, Florida, para comenzar la grabación de su nuevo material discográfico. Para ello, contó con colaboradores y productores reconocidos en la industria de la música hispana, tales como: Emilio Estefan, los hermanos Gaitanes, Toy Selectah, Sergio George, Coti, Marco Antonio Solís, Jorge Villamizar y Reyli, por mencionar a algunos. También volvió a colaborar con Chris Rodríguez y Marcello Azevedo, productores de la mayoría de las canciones de Paulina. Asimismo, la cantante participó en la escritura de algunos temas y produjo el álbum.

## Título
El título del álbum tiene doble lectura: por un lado, es un juego de palabras compuesto por «pau», que es el diminutivo del nombre de la cantante y como suelen llamarle sus más cercanos, y «latina» que hace referencia a sus raíces latinas y a la amplia gama de géneros del pop latino que influyeron para componer las canciones de este material discográfico. Por otro lado, el título también hace alusión a la palabra «paulatina», que encaja con el proceso creativo en que se concibió el disco, el cual se realizó de manera progresiva.

## Recepción
Pau-latina recibió reseñas positivas de los críticos musicales, la mayoría reconocieron la impresionante producción del álbum y la capacidad de la cantante de adaptarse a diferentes géneros y ritmos. El disco recibió una nominación al premio Grammy en la categoría de Mejor Álbum de Pop Latino y obtuvo otras tres más en los premios Grammy Latinos, incluyendo la categoría de Mejor Álbum Vocal Pop Femenino. Además, recibió los premios más destacados de la música hispana, como los premios Billboard de la Música Latina y los premios Lo Nuestro.
De igual manera, Pau-latina se consagró en las listas del mercado latino más importantes de los Estados Unidos, alcanzando el número uno en el Top Latin Albums y Latin Pop Albums de la revista Billboard. La Recording Industry Association of America (RIAA) lo certificó como doble disco de platino por vender doscientos mil copias en ese territorio, mientras que la Asociación Mexicana de Productores de Fonogramas y Videogramas (AMPROFON) y los Productores de Música de España (PROMUSICAE) lo certificaron con un disco de platino y un disco de oro en México y España, respectivamente.

## Promoción
Se lanzaron seis sencillos del álbum. El primero, «Te quise tanto», obtuvo críticas positivas y comercialmente gozó de gran éxito en toda Latinoamérica y los Estados Unidos, donde alcanzó el número uno en la lista Hot Latin Songs de Billboard, convirtiéndose en el primer número uno de la cantante en el ranking. El siguiente sencillo, «Algo tienes», también tuvo buen recibimiento de la crítica y la audiencia, mientras que el tercer sencillo, «Perros», fue enviado únicamente a las emisoras de radio, aunque contó con suficiente promoción para impactar las listas musicales. «Dame otro tequila», el cuarto sencillo del álbum, obtuvo un éxito instantáneo y se convirtió en el segundo número uno de Paulina Rubio en las listas Hot Latin Songs y Latin Pop Songs de Billboard. Para cerrar el ciclo del disco, se lanzaron «Mía» y «Alma en libertad» como el quinto y sexto sencillo, respectivamente. Ambos tuvieron un modesto rendimiento comercial en los rankings de Billboard. 
Otras canciones también gozaron de un gran impacto en las emisoras de radio en Latinoamérica, a pesar de que oficialmente no fueron enviadas como sencillos. El cuarto tema del álbum, «Ojalá» alcanzó la posición número once del listado semanal de la cadena Radio Latina en Paraguay.
Para promocionar el álbum, Paulina Rubio se embarcó en su extensa gira Pau-Latina Tour, que recorrió varias ciudades de Estados Unidos, México, Centroamérica y Sudamérica. Realizó una exitosa, pero muy comentada presentación en la XLVI edición del Festival Internacional de la Canción de Viña del Mar, donde a petición del público recibió la prestigiada Antorcha de Plata.

## Lista de canciones
- Edición estándar

| Pau-Latina |                              |                                                     |                              |          |  |
| N.º        | Título                       | Escritor(es)                                        | Productor(es)                | Duración |  |
| 1.         | «Algo tienes»                | Chris Rodríguez M. Benito                           | Chris Rodríguez              | 3:07     |  |
| 2.         | «My Friend, mi amigo»        | Paulina Rubio Andrés Levin Ileana Padrón            | Marcello Azevedo             | 3:31     |  |
| 3.         | «Te quise tanto»             | Coti Adrián Schinoff Andahí                         | Emilio Estefan               | 4:05     |  |
| 4.         | «Baila que baila»            | Rubio Tea Time J. De Jesús Edwin Pérez Teddy Méndez | Toy Selectah Sacha Triujeque | 3:36     |  |
| 5.         | «Ojalá»                      | Marco Antonio Solís                                 | Rodríguez                    | 3:28     |  |
| 6.         | «Perros»                     | Jorge Villamizar Xandra Uribe                       | Sergio George                | 3:49     |  |
| 7.         | «Quiero cambiarme»           | Estefan Gaitanes Nicolás Tovar                      | Estefan                      | 2:20     |  |
| 8.         | «Mía»                        | Estefan Gaitanes Tony Mardini Tom McWilliams        | Estefan                      | 3:33     |  |
| 9.         | «Alma en libertad»           | Villamizar Juan Carlos Pérez-Soto                   | Azevedo                      | 3:54     |  |
| 10.        | «Adiosito corazón»           | Villamizar                                          | Marteen                      | 3:12     |  |
| 11.        | «Amor secreto»               | Reyli Barba Ferra                                   | Azevedo                      | 4:13     |  |
| 12.        | «Volverás»                   | Angie Chirino Tim Mitchell Clay Ostwald             | Estefan                      | 5:06     |  |
| 13.        | «Dame otro tequila»          | Estefan Gaitanes Mardini McWilliams                 | Estefan                      | 2:42     |  |
| 14.        | «Algo tienes» (Instrumental) | Rodríguez Benito                                    | Rodríguez                    | 7:29     |  |
| 54:17      |                              |                                                     |                              |          |  |

- Edición internacional

| Pau-Latina |                              |                                                           |                 |          |  |
| N.º        | Título                       | Escritor(es)                                              | Productor(es)   | Duración |  |
| 14.        | «Dame tu amor»               | Rubio Claudia Brant Richard Vission Gary Brown Amanda Cee | Richard Vission | 3:50     |  |
| 15.        | «Algo tienes» (Instrumental) | Rodríguez Benito                                          | Rodríguez       | 7:29     |  |
| 58:02      |                              |                                                           |                 |          |  |